# Sant Julià del Llor i Bonmatí
Sant Julià del Llor i Bonmatí és un municipi de la comarca de la Selva. Limita al nord amb el municipi d'Amer del qual es disgregà l'any 1983. El riu Ter fa de frontera (marge esquerre) entre els municipis de la Cellera de Ter (oest) i el d'Anglès (sud- oest)  igual com al sud-est (marge dret) amb  Bescanó. Per l'est també limita amb els termes de sant Martí de Llémena i Sant Gregori de la comarca del Gironès.
Al municipi, s'hi pot accedir per la carretera N-141 que va de Girona a Anglès. El poble té dues carreteres, una que dona accés a Sant Martí de Llémena que connecta amb la C-63 (l'Eix Selva Garrotxa) a les Planes d'Hostoles i un altre que connecta amb Sant Julià del Llor i també amb la C-63 a la sortida d'Anglès. I la via Verda o Carril Bici Girona-Olot Arxivat 2015-07-14 a Wayback Machine.

## Geografia
- Llista de topònims de Sant Julià del Llor i Bonmatí (Orografia: muntanyes, serres, collades, indrets..; hidrografia: rius, fonts...; edificis: cases, masies, esglésies, etc).

## Demografia i economia
Tres anys després de la constitució del municipi la població constava de 869 habitants. La població ha anat augmentat en el decurs dels anys. L'any 1991 constava de 887 habitants, el 2001 de 940 i l'any 2013 de 1264 habitants. La població es concentra sobretot al terme de Bonmatí, i es dissemina per la plana que rega la séquia de Sant Julià.
Predomina la població ocupada en el sector industrial i de serveis. Els principals conreus del terme són l'ordi, el blat i la civada, i destaca la cria d'aviram i bestiar porcí. Va ser molt important la indústria tèxtil, però a causa de la crisi i la deslocalització, és un sector desaparegut de la zona, bé que també s'hi localitzen empreses del sector dels plàstics, la metal·lúrgia i els materials per a la construcció.
| Entitat de població | Habitants (2024) |
| Bonmatí             | 1.268            |
| Sant Julià del Llor | 119              |
| Font: Idescat       |                  |

| 1986 | 1991 | 2001 | 2002 | 2003  | 2004 | 2005  | 2006  | 2007  | 2008  | 2009  | 2010  | 2011  | 2012  | 2013  | 2014  | 2015  | 2016  | 2017  | 2018  | 2019  | 2020  | 2021  | 2022  | 2023  | 2024  |
| 868  | 881  | 940  | 965  | 1.009 | 991  | 1.007 | 1.093 | 1.194 | 1.225 | 1.276 | 1.291 | 1.271 | 1.244 | 1.264 | 1.264 | 1.272 | 1.282 | 1.321 | 1.275 | 1.286 | 1.313 | 1.314 | 1.347 | 1.359 | 1.373 |

El 1857 es va agregar a Amer i se'n va desagregar el 1983.

## Espais d'interès
Mas Bonmatí
Propietat de la família Bonmatí, durant vint-i-cinc generacions. L'any 1920 es reforma i passa a ser casa residencial. És molt visible per la seva torre octagonal de cinc plantes i amb un teulat punxegut i la seva alçada. A la banda nord de l'edifici hi ha la capella privada de la Puríssima.
Colònia Bonmatí
La colònia Bonmatí és una de les més tardanes (1896). Les tres fàbriques, dos de tèxtils i una paperera, aprofitaven la força del cabal del Ter.
El propietari arrendà els locals, amb una canalització pròpia per cadascú cada una tenia la seva pròpia canalització d'aigua. El cabal abans de l'embassament era força irregular.
En el decurs del temps, les fàbriques han anat canviant els usos: fusters, ferrers, fabricació de bastons i la central hidroelèctrica que encara continua en funcionament.
Capella de la Immaculada Concepció
Construïda l'any 1886, propietat de la família Bonmatí, hi adossada al mas. El 1900 fou ampliada la nau i també es construí el campanar. La seva benedicció es porta a terme el 14 de febrer del 1902. La tradició marca que s'han de construir fanalets de paper i col·locar-los a les finestres el dia de la puríssima. Fita que s'encarrega de mantenir viva el grup Nova Frontera confeccionant els fanalets. Durant la construcció de la parròquia de Santa Maria de Bonmatí, la capella fou provisionalment l'església parroquial.
Pont de Sant Julià del Llor

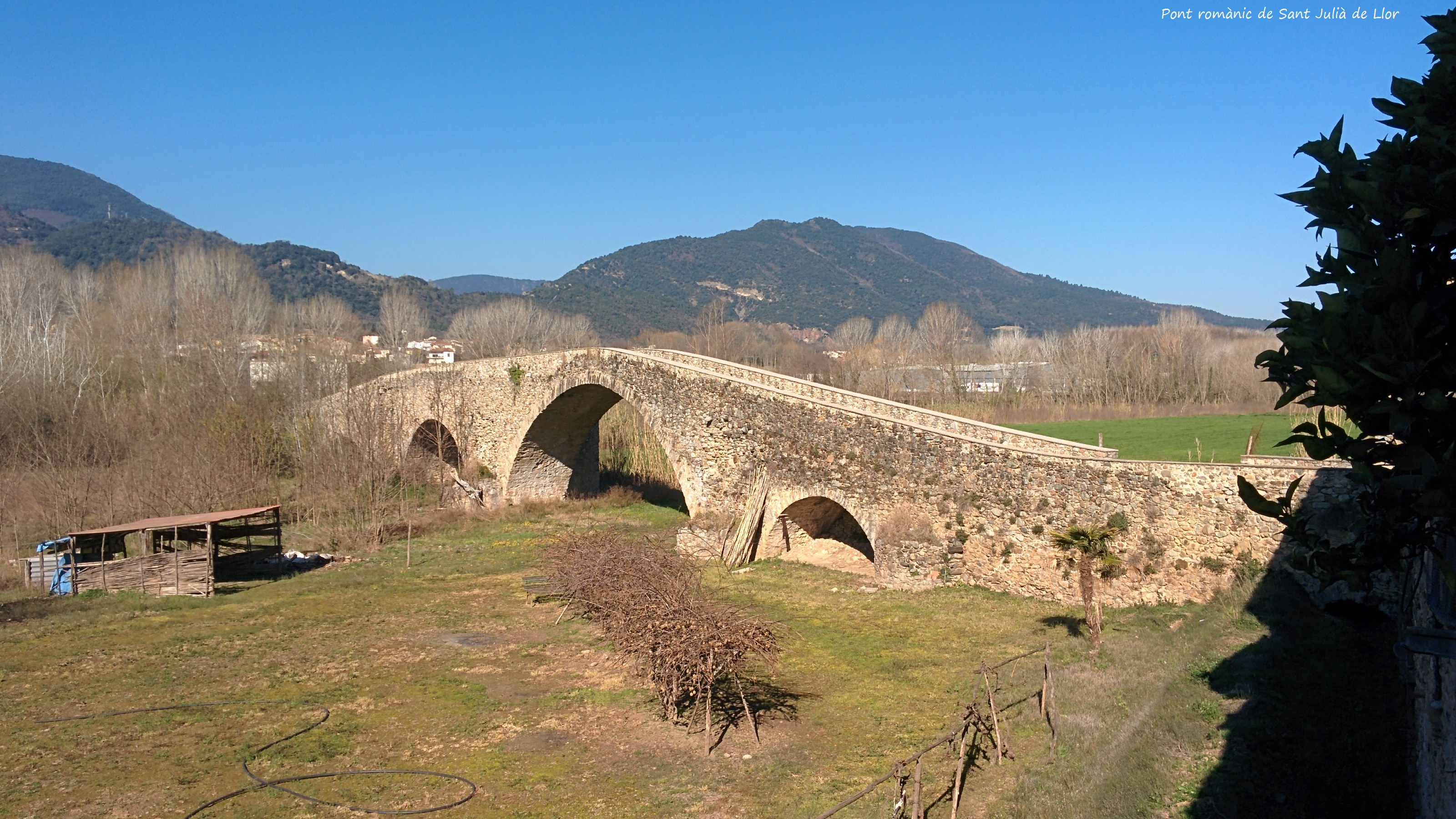
El pont

Pont de construcció romànica encara vigent i restaurat recentment. Els aiguats del XVIII el danyaren i és substituït per passeres i barques de llibant.
Jaciments Arqueológics
N'hi ha de diversas edats, des del Paleolitic, mesolitic, neolitic, fins a época romana. En el Paleolític apareixen nombrosos punts amb ascles, del mesolitic i neolitic destaquen les troballes de nombroses destrals, aixes... (e.g. material macrolitic bifacial tallat i polit), i algunes estructures paradolmeniques prácticamente arrasades. Les ruïnes conegudes d'època ibèrica i romana, reben el nom popular del Castell dels Moros i la Cavorca. Es localitzen als marges de la carretera de St.
Julià. Amiden uns 2,5 m d'alçada per 4 m d'amplada. La creença és què poden ser jaciments pertanyents a la protecció de llocs de pas, tipus peatge, tot i que també inclou una part sepulcral fortament espoliada pel veí d'Anglès Francisco (Xicu) Caparrós.
Ermita de Sant Julià del Llor
Església parroquial es creu que pot ser preromànica. La primera documentació és del 1066. Es localitza al turó més alt del municipi (295 m). Fou reconstruït a causa dels terratrèmols de 1427, el que queda és poca cosa de l'edifici original. És una sola nau, amb dos arcs de degradació que formen un arc triomfal. L'absis semicircular té forma de ferradura. Cal afegir la rectoria i una sagristia. Just al davant es localitza el cementiri, renovat el 1875.
Sant Pere Màrtir
Petita capella al bell mig del bosc, al nord del turó de Sant Julià, no fa més d'un metre quadrat. Es restaurà i beneí la nova imatge l'any 2000. El 29 d'abril se celebra la festa del Sant.
L'Aulina
Aulina monumental situada a Can Muné, que es creu que fou
plantada fa dos segles. Al seu voltant ha crescut la urbanitzacio Massana.

## Festes principals[4]
22 de febrer: Aniversari de la constitució del municipi.
Últim diumenge de febrer: Marxa “Anar-hi Anant”.
Últim diumenge de març: Aplec de Calders.
Tercer diumenge d'abril: Aplec a l'església de Sant Julià del Llor per celebrar la constitució del municipi.
Dilluns de Pasqua granada i cap de setmana immediatament anterior: Festa major de Bonmatí
Últim cap de setmana d'agost: Festa major de Sant Julià del Llor
Dia 11 de setembre: Festa d'homenatge a la gent gran.
Vigília de Nadal: Pujada de torxes i missa del gall a l'església de Sant Julià